# Anthony Quayle
Pour les articles homonymes, voir Quayle.
John Anthony Quayle est un acteur et producteur britannique né le 7 septembre 1913 à Ainsdale, mort le 20 octobre 1989 à Londres.
Formé à la Royal Academy of Dramatic Art, il se distingue autant dans des rôles classiques du théâtre, comme Othello ou Falstaff, que dans des secondes rôles au cinéma, par exemple dans le Le Faux Coupable (1956), Les Canons de Navarone (1961), Lawrence d'Arabie (1962) et La Chute de l'Empire romain (1964).

## Seconde Guerre mondiale
Simple soldat dans la Royal Artillery, Quayle est nommé sous-lieutenant le 7 janvier 1940 après un cours d’élève-officier. Il est affecté dans l’unité auxiliaire du Northumberland comme officier de renseignement. Ces unités, secrètes, sont mises en place pour mener des opérations de guérilla et de harcèlement contre les forces allemandes en cas d'invasion de la Grande-Bretagne.
Il est conseiller militaire du gouverneur de l'île de Malte en 1942-1943 puis rejoint le Special Operations Executive en Europe centrale. Commandant (à titre temporaire), il participe aux opérations d'infiltrations d'agents en Yougoslavie pour encadrer les maquisards communistes de Tito (nom de code SOE « Surbiton »), et en Albanie (SOE en Albanie) où il est parachuté (nom de code SOE « Barking »).
Il remplace le commandant Gerry Field à la tête du quartier général du SOE, transféré sur la côte adriatique, au sud de la baie de Valona, dans une grotte surnommée Seaview, après que celui-ci s'est blessé gravement en pêchant à l’explosif. Rapatrié avec une dysenterie, la jaunisse et le paludisme, il est hospitalisé à Bari, en Italie. Après sa convalescence il est affecté à Gibraltar jusqu'à la fin de la guerre.
Commandant à titre temporaire, il reçoit une citation (Mentioned in Despatch) le 23 mai 1946 dans le cadre des opérations spéciales dans le bassin méditerranéen.
Ses souvenirs de guerre lui ont inspiré deux romans, Eight Hours from England (1945) et On Such a Night (1947), et une autobiographie, A Time to Speak (1990).

## Après-guerre
Quayle est promu commandeur de l'ordre de l'Empire britannique (CBE) le 5 juin 1952 en qualité de directeur du Shakespeare Memorial Theatre de Stratford-upon-Avon. Il est anobli au rang de Knight Bachelor par la reine Élisabeth II le 5 mars 1985.

## Anecdotes
En avril 1944, lorsque David Smiley rencontre Quayle à Bari, en Italie, ce dernier est hospitalisé, souffrant du paludisme, de la jaunisse et d'une dysenterie. Quand l'acteur apparaît sur une civière pour le film Les Canons de Navarone (1961), Smiley a l'impression de le revoir tel qu'il était à l'hôpital militaire de Bari.

## Filmographie

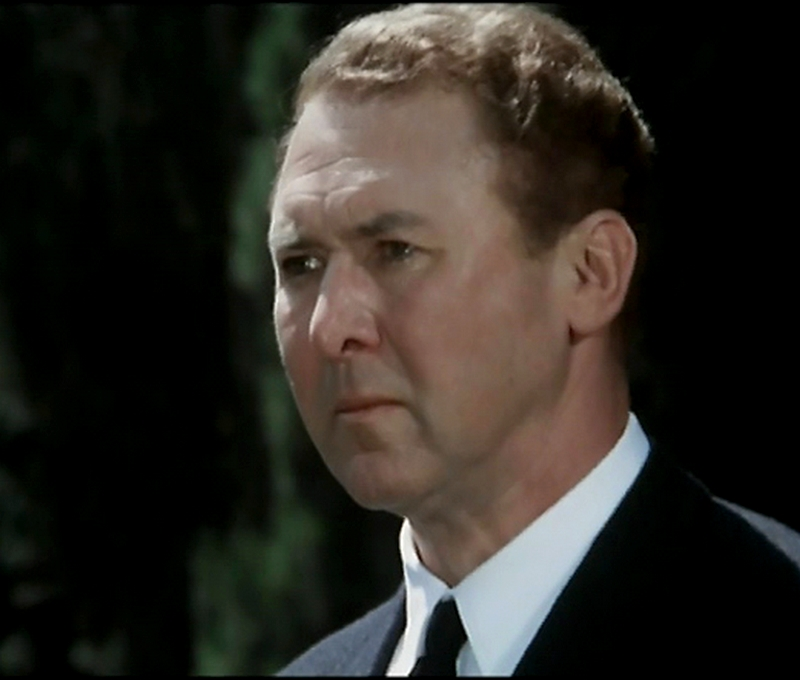
Anthony Quayle en 1966 dans L'Incompris de Luigi Comencini.

### Au cinéma
- 1935 : Moscow Nights d'Anthony Asquith : Vanya, le soldat qui dicte une lettre
- 1938 : Pygmalion, d'Anthony Asquith et Leslie Howard : le coiffeur d'Eliza
- 1948 : Hamlet de Laurence Olivier : Marcellus
- 1948 : Sarabande (Saraband for Dead Lovers) de Basil Dearden : Durer
- 1955 : Oh ! Rosalinda ! de Michael Powell et Emeric Pressburger : le général Orlovsky
- 1956 : La Bataille du Rio de la Plata (The Battle of the River Plate) de Michael Powell et Emeric Pressburger : le commodore Harwood, du HMS Ajax
- 1956 : Le Faux Coupable (The Wrong Man) d'Alfred Hitchcock : Frank D. O'Connor
- 1957 : Woman in a Dressing Gown de J. Lee Thompson : Jim Preston
- 1957 : No Time for Tears (en) de Cyril Frankel : le docteur Seagrave
- 1958 : The Man Who Wouldn't Talk (en) de Herbert Wilcox : Frank Smith
- 1958 : Ice-Cold in Alex de J. Lee Thompson : le capitaine van der Poel / Hauptman Otto Lutz
- 1959 : Teddy Boys (Serious Charge) de Terence Young : le révérend Howard Phillips
- 1959 : La Plus Grande Aventure de Tarzan (Tarzan's Greatest Adventure) de John Guillermin : Slade
- 1960 : Un compte à régler (The Challenge) de John Gilling : Jim
- 1961 : Les Canons de Navarone (The Guns of Navarone) de J. Lee Thompson : le major Roy Franklin
- 1962 : Les Mutinés du Téméraire (H.M.S. Defiant) de Lewis Gilbert : Vizard
- 1962 : Lawrence d'Arabie (Lawrence of Arabia) de David Lean : le colonel Brighton
- 1964 : La Chute de l'Empire romain (The Fall of the Roman Empire) d'Anthony Mann : Verulus
- 1964 : À l'est du Soudan (East of Sudan) de Nathan Juran : Richard Baker
- 1965 : Opération Crossbow (Operation Crossbow) de Michael Anderson : Bamford
- 1965 : Sherlock Holmes contre Jack l'Éventreur (A Study in Terror) de James Hill : le docteur Murray
- 1966 : Opération Opium (The Poppy Is Also a Flower) de Terence Young : le capitaine Vanderbilt
- 1966 : L'Incompris (Incompreso) de Luigi Comencini : sir John Duncombe
- 1969 : Island Unknown de David Newman : le narrateur
- 1969 : L'Or de MacKenna (Mackenna's Gold) de J. Lee Thompson : l'Anglais âgé
- 1969 : Avant que vienne l'hiver de J. Lee Thompson : le brigadier Bewley
- 1969 : Anne des mille jours (Anne of the Thousand Days) de Charles Jarrott : le cardinal Wolsey
- 1972 : Tout ce que vous avez toujours voulu savoir sur le sexe sans jamais oser le demander (Everything You Always Wanted to Know About Sex * But Were Afraid to Ask) de Woody Allen : le roi
- 1973 : Bequest to the Nation de James Cellan Jones : lord Minto
- 1974 : Top Secret (The Tamarind Seed) de Blake Edwards : Jack Loder, le chef du MI6
- 1975 : Moïse (Mosè) de Gianfranco De Bosio : Aaron
- 1976 : L'Aigle s'est envolé (The Eagle Has Landed) de John Sturges : l'amiral Canaris
- 1977 : Holocauste 2000 (Holocaust 2000) d'Alberto de Martino : le professeur Griffith
- 1979 : Meurtre par décret (Murder by Decree) de Bob Clark : sir Charles Warren
- 1988 : La Légende du saint buveur (La Leggenda del santo bevitore) d'Ermanno Olmi : le gentleman distingué
- 1988 : Buster de David Green : sir James McDowell
- 1989 : Magdalene de Monica Teuber : le père Noessler
- 1989 : King of the Wind de Peter Duffell : lord Granville
- 1993 : Le Voleur et le Cordonnier (The Princess and the Cobbler) de Richard Williams : le roi Nod (voix)

### À la télévision
- 1938 : Trelawny of the Wells
- 1938 : A Farewell Supper
- 1939 : Sun Up : l'inconnu
- 1955 : Les Joyeuses Commères de Windsor (The Merry Wives of Windsor) : Falstaff
- 1961 : A Reason for Staying : le général
- 1964 : Le Saint : Un parfait homme du monde (The Noble Sportsman) (saison 2 épisode 17) : lord Thornton Yearley
- 1965 : Miss Hanago : le samouraï
- 1966 : Barefoot in Athens : Pausanias
- 1967 : Waste Places : Daniel Bloch
- 1968 : A Case of Libel : le colonel Douglas
- 1969 : Destiny of a Spy : le colonel Malendin
- 1969 : Strange Report : Adam Strange
- 1969 : Red Peppers : M. Edwards
- 1970 : The Six Wives of Henry VIII (feuilleton) : le narrateur (voix)
- 1973 : Jarrett : Cosmo Bastrop
- 1973 : The Evil Touch (série) : l'aubergiste
- 1974 : QB VII (feuilleton) : Tom Banniester
- 1974 : Great Expectations : Jaggers
- 1976 : The Story of David : le roi Saul
- 1976 : 21 Hours at Munich : le général Zvi Zamir
- 1978 : Ice Age : l'homme âgé
- 1979 : Henry IV, Part I : Falstaff
- 1979 : Henry IV, Part II : Falstaff
- 1981 : Masada (feuilleton) : Rubrius Gallus
- 1981 : Dial M for Murder : l'inspecteur Hubbard
- 1981 : The Manions of America (feuilleton) : lord Montgomery
- 1984 : Oedipus at Colonus : Oedipus
- 1984 : The Testament of John : John Douglas
- 1984 : Lace : le docteur Geneste
- 1984 : Les Derniers Jours de Pompéi (The Last Days of Pompeii) (feuilleton) : Quintus
- 1985 : The Miracle : l'évêque
- 1985 : Le Code Rebecca (The Key to Rebecca) : Abdullah
- 1987 : Reaching for the Skies (série) : le narrateur
- 1988 : La Mémoire dans la peau (The Bourne Identity) : le général Villiers
- 1989 : Confessional : le pape
- 1990 : The Endless Game : Glanville

## Sources et bibliographie
- (en) Cet article est partiellement ou en totalité issu de l’article de Wikipédia en anglais intitulé « Anthony Quayle » (voir la liste des auteurs).
- colonel David Smiley (trad. de l'anglais par Thierry Le Breton), Au cœur de l'action clandestine des commandos au MI6 [« Irregular regular »], Sceaux, L'Esprit du livre éd, coll. « Histoire & mémoires combattantes », 2008, 344 p. (ISBN 978-2-915960-27-3, BNF 41233281) (traduction de (en) Irregular Regular, 1994). Les mémoires d'un officier du SOE en Albanie en 1943-44 et du SOE en Asie du Sud-Est en 1945, puis du MI6 (Albanie, Oman, Yémen). Cahier de photographies. A. Quayle y est cité.
- (en) Colonel David Smiley Albanian Assignment (1984), avec une préface de Patrick Leigh Fermor, Chatto & Windus, Londres. Les opérations du SOE en Albanie en 1943-44. Cahier de photographies. A. Quayle y est cité.
- (en) Roderick Bailey, The wildest province : SOE in the land of the eagle, Londres, Jonathan Cape, 2008, 405 p. (ISBN 978-0-224-07916-7). Ouvrage consacré aux missions du SOE en Albanie, le pays des Aigles.
- (en) Peter Lucas (préf. Fatos Tarifa), The OSS in World War II Albania : Covert Operations and Collaboration with Communist Partisans, Jefferson, N.C, McFarland & Co, 2007, 210 p. (ISBN 978-1-4766-0943-0, présentation en ligne). Ouvrage consacré aux missions de l'OSS en Albanie.
- (en) Colonel Dayrell Oakley-Hill An Englishman in Albania, 2002, The Centre for Albanian Studies, Learning Design Limited, Londres. Préface par David Smiley. Avec cahier de photographies. A. Quayle y est cité.
- (en) Stephen Dorril, MI6 : Inside the Covert World of Her Majesty's Secret Intelligence Service, New York, Free Press, 2000, 907 p. (ISBN 978-0-7432-0379-1). La référence sur le MI6. A. Quayle y est cité. Index en ligne
- (en) « La London Gazette, le Journal Officiel britannique, pour les décorations, citations, promotions, nominations… »